# دریاچه توبا
دریاچه توبا (اندونزیایی: Danau Toba) یک دریاچه و ابرآتشفشان است. طول این دریاچه ۱۰۰ کیلومتر و همچنین ۳۰ کیلومتر پهنا و تا ۵۰۵ متر عمق دارد. در وسط بخش شمال جزیره اندونزی یعنی سوماترا وجود دارد و سطح آن از سطح دریاهای آزاد۹۰۰ متر (۲٬۹۵۳ فوت) بالاتر است. این دریاچه از ۲°۵۳′شمالی ۹۸°۳۱′شرقی / ۲٫۸۸°شمالی ۹۸٫۵۲°شرقی تا ۲°۲۱′شمالی ۹۹°۰۶′شرقی / ۲٫۳۵°شمالی ۹۹٫۱°شرقی کشیده شده‌است و بزرگ‌ترین دریاچه در اندونزی و بزرگترین دریاچه آتشفشانی‌ در جهان به شمار می‌رود.